# Яновиці (гміна Старе Място)
Яновиці (пол. Janowice) — село в Польщі, у гміні Старе Място Конінського повіту Великопольського воєводства.
Населення — 369 осіб (2011).
У 1975-1998 роках село належало до Конінського воєводства.

## Демографія
Демографічна структура станом на 31 березня 2011 року:
|          | Загалом | Допрацездатний вік | Працездатний вік | Постпрацездатний вік |
| -------- | ------- | ------------------ | ---------------- | -------------------- |
| Чоловіки | 183     | 41                 | 131              | 11                   |
| Жінки    | 186     | 32                 | 119              | 35                   |
| Разом    | 369     | 73                 | 250              | 46                   |